# Горынь, Михаил Николаевич
Михаи́л Никола́евич Горы́нь (укр. Михайло Миколайович Горинь; 17 июня 1930, село Книсело, Львовское воеводство, Польша — 13 января 2013) — украинский политический деятель, советский диссидент, психолог, один из основателей Народного руха Украины и Украинской республиканской партии.

## Биография
Родился 17 июня 1930 года в селе Книсело Львовского воеводства Польши (теперь Львовская область Украины).
Отец Михаила Горыня Николай Михайлович был активистом ОУН, за что его семья в 1944 году была выслана в Сибирь. По дороге Горыням удалось бежать и вернуться на Западную Украину. Мать Стефания Даниловна Горынь (в девичестве Грек) была крестьянкой. В 1949 году Михаил Горынь поступил во Львовский государственный университет, в котором он занимался до 1955 года с небольшим перерывом в 1953 году (был отстранён от учёбы за отказ вступать в комсомол). В 1955—1961 годах Михаил Горынь работал учителем в разных школах Львовской области, одно время был директором школы. С 1961 года он работал сначала психологом, потом старшим психологом научно-практичной лаборатории психологии и физиологии на одном из львовских заводов.
В 1963 году Михаил Горынь вместе со своим младшим братом Богданом и другими близкими людьми создал подпольную диссидентскую группу «Подснежник». За участие в этой группе в 1965 году Михаил Горынь был осуждён на 6 лет тюремного заключения по статье «Антисоветская агитация и пропаганда».
Выйдя в 1971 году из тюрьмы, Михаил Горынь долгое время не мог найти работу, подрабатывал то кочегаром, то маляром. В 1976 году он принимал активное участие в создании Украинской хельсинкской группы (УХГ). Спустя год Михаил Горынь устроился работать старшим психологом в экономической лаборатории.
В 1981 году Михаил Горынь за связи с УХГ вновь арестовывается и приговаривается к 10 годам лишения свободы и 5 годам ссылки. Ссылку он отбывал в Пермской области. В 1987 году Михаил Горынь был амнистирован и сразу занялся политической деятельностью на территории УССР. Так, в сентябре 1989 года Михаил Горынь вместе с Вячеславом Черноволом и другими украинскими диссидентами создаёт первую оппозиционную к КПСС партию на Украине — Народный рух Украины (НРУ).
30 марта 1990 года Михаил Горынь был избран народным депутатом Украины, получив 70,72 % голосов при 7 претендентах (по одномандатному округу).
Несмотря на своё высокое положение в НРУ (глава секретариата партии), Михаил Горынь в апреле 1990 года участвует в создании Украинской республиканской партии (УРП). В начале его участие в обеих организациях было возможно в связи с тем, что НРУ — официально не партия. Так, будучи членом правления УРП, Михаил Горынь 28 февраля 1992 года был избран сопредседателем НРУ.
Однако уже спустя несколько недель Михаил Горынь покинул НРУ, так как Народный рух расторгнул свою коалицию с УРП. 1 мая 1992 года Михаил Горынь был избран главой УРП (предыдущий глава партии, Лев Лукьяненко был назначен послом в Канаду и не мог активно участвовать в партийной жизни). На этой должности он оставался до 21 октября 1995 года. Он снял свою кандидатуру на пост главы УРП и был избран её почётным главой вместе с Львом Лукьяненко.
27 апреля 1994 года Михаил Горынь участвовал в очередных парламентских выборах в качестве кандидата в депутаты от одномандатного округа № 261. Главным его противником был Степан Хмара, глава отколовшейся от УРП в 1992 году Украинской консервативной республиканской партии. Михаил Горынь проиграл, заняв второе место (24,93 % голосов).
Постепенно Михаил Горынь вступил в конфликт с партийной элитой и 15 марта 1997 года был исключён из УРП с группой своих соратников. Сразу после исключения из партии, Михаил Горынь и его единомышленники создали Республиканскую христианскую партию, в которой он занял пост главы редакционной комиссии. На этом посту Михаил Горынь находился до конца жизни.
На парламентских выборах 29 марта 1998 года Михаил Горынь участвовал под номером 2 избирательного списка Республиканской христианской партии. Партия не преодолела четырёхпроцентный барьер и Михаил Горынь в парламент не прошёл.
С 19 мая 2000 по 20 августа 2006 года Михаил Горынь был главой Украинского всемирного координационного совета.
Скончался 13 января 2013 года.